# Synagoga Chesed W'emes w Warszawie
Synagoga Chesed W’emes w Warszawie (z hebr. „łaska i prawda”) – nieistniejący prywatny dom modlitwy, który znajdował się w Warszawie przy ulicy Leszno 66.

## Historia
Synagoga została założona przez organizację Chesed W’emes, która zajmowała się grzebaniem zmarłych, którzy nie posiadali rodziny i wystawianiem im nagrobków. Dokładna data założenia nie jest jednak znana. W 1937 roku synagoga otrzymała w darze świeczniki od firmy Nowik, Serejski i B-cia Panelscy, poprzez co można przypuszczać, iż została w tym roku otwarta bądź działała od niedawna. Istniała prawdopodobnie do 1942 roku.

## Wnętrze
Do dziś zachowało się jedno zdjęcie wnętrza synagogi. Przedstawia ono Aron ha-kodesz, amud oraz bimę.
Aron ha-kodesz to bogato zdobiona szafa, zwieńczona plakietą, na środku której umieszczono gwiazdę Dawida, a po bokach w ozdobnych ramkach napis: ‏חסד ואמת‎. Wewnętrzną stronę drzwiczek zdobiło sześć ram, pośrodku których umieszczono inskrypcje w języku hebrajskim. Pośrodku szafy zawieszony był parochet, a nad nim w półkolu umieszczone były tablice Dekalogu.
Po prawej stronie szafy stał skromny amud, na którym stał sześcioramienny świecznik, zwieńczony gwiazdą Dawida. Przed Aron ha-kodesz stał bogato rzeźbiony stół, pełniący rolę bimy. Nakryty był tkaniną z wyszytą na środku gwiazdą Dawida. Po jego bokach stały dwa wysokie świeczniki, które podarowała firma Nowik, Serejski i B-cia Panelscy. Na podstawie zdjęcia nie da się określić wystroju malarskiego.